# 索尔贝 (热尔省)
索尔贝（法語：Sorbets）是法国热尔省的一个市镇，属于孔东区（Condom）诺加罗县（Nogaro）。该市镇总面积9.21平方公里，2009年时的人口为219人。

## 人口
索尔贝人口变化图示